# Cmentarz unicki w Kostomłotach
Cmentarz unicki w Kostomłotach – nekropolia administrowana przez parafię św. Nikity w Kostomłotach, jedyną na świecie katolicką placówkę duszpasterską rytu bizantyjsko-słowiańskiego.
Powstał w XIX w.. Położony jest ok. 500 metrów od neounickiej cerkwi w Kostomłotach.  Na cmentarzu znajdują się również nagrobki osób wyznania prawosławnego (w Kostomłotach działa również parafia prawosławna).

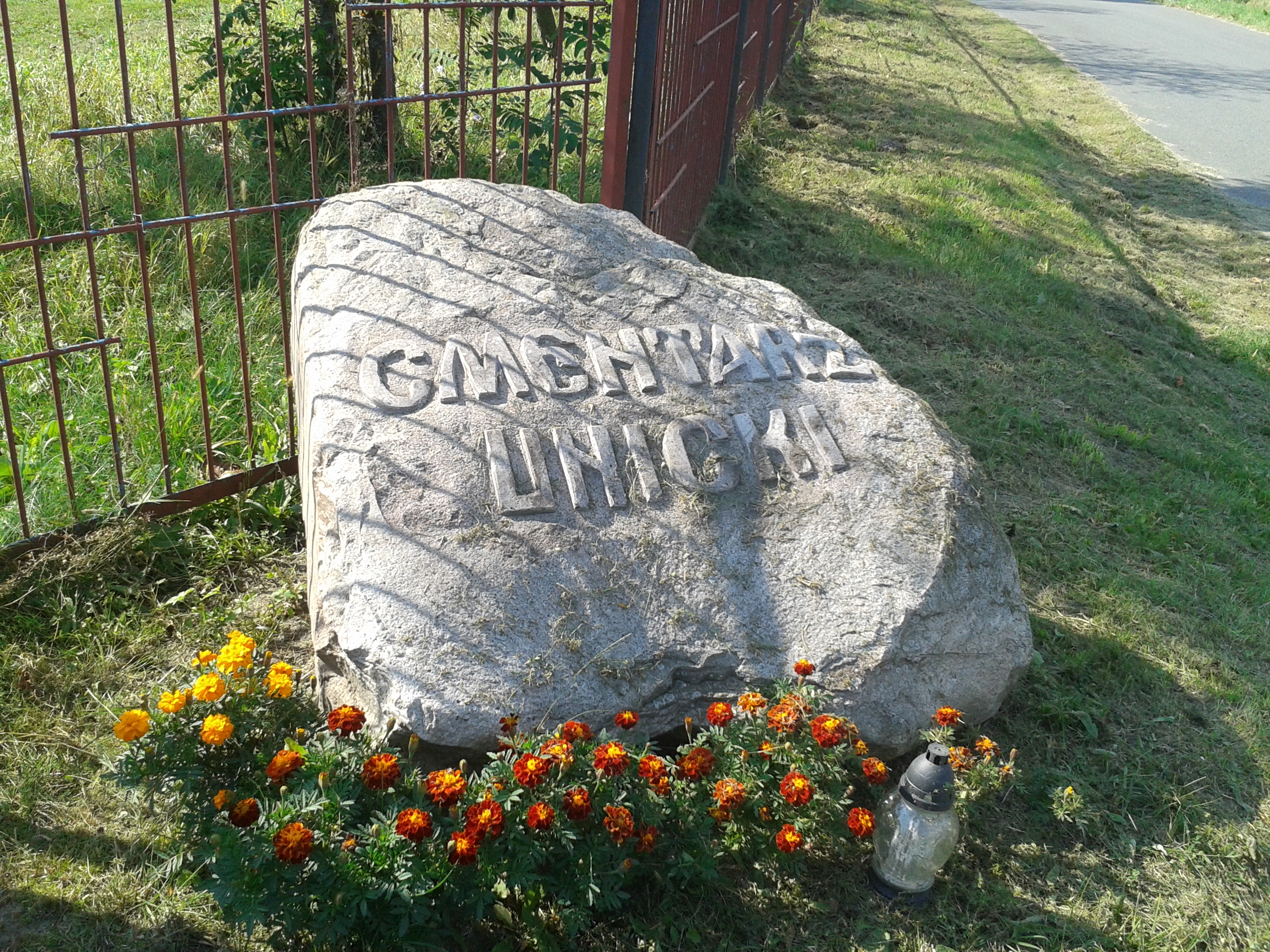
Kamień przy bramie cmentarnej
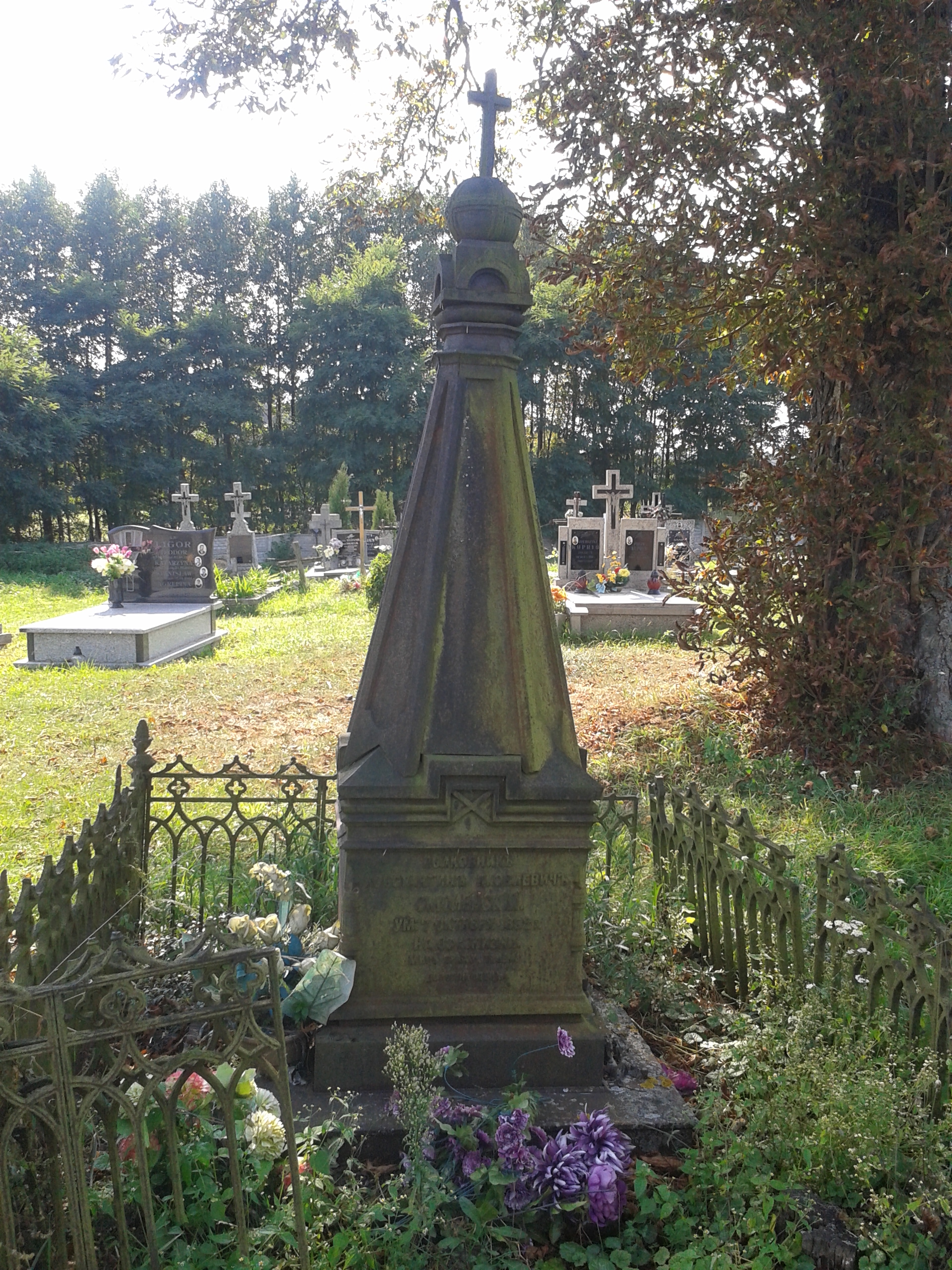
Nagrobek Konstantina Smolenskiego, właściciela Kostomłotów w k. XIX w., 1892